# 피구 효과
피구 효과(영어: Pigou Effect)는 영국의 경제학자인 피구(Arthur Cecil Pigou, 1877-1959)가 제시한 실질 잔고(자산)의 증가(특히 디플레이션 하에서의)에 따른 소비 증가가 유발하는 산출과 고용의 관계를 분석한 경제학의 개념이다.

## 역사
피구 효과는 1943년 피구가 연재한 8페이지의 기사인 "The Classical Stationary State"에 의해 처음 알려졌다. 피구는 이 글보다 훨씬 이전에 잔고와 소비의 연관관계를 제시했다. Gottfried Haberler가 존 메이너드 케인스의 "고용·이자 및 화폐의 일반 이론"의 출판 다음해 비슷한 비판을 제기하였다.

## 이론
피구는 (한 경제의) 자산은 통화 공급과 국가 채권의 합을 물가수준으로 나눈 것으로 정의하였다. 그는 케인즈의 일반이론에 "실질잔고"와 현재 소비간의 연관관계가 분명하지 않은 점을 지적했다. 또한 자산 효과등이 더해지면 총수요의 감소를 통해 케인즈의 예측보다 경제를 더 '자기 수정적'으로 만들 수 있다고 주장했다. 이 효과가 실질잔고의 변화로 나타나는 효과이기 때문에 이 케인즈경제학 비판은 실질잔고효과라고도 한다.

### 케인즈 경제학의 총수요와의 관계
고전 경제학의 전통 하에서 피구는 경제가 산출할 자연 이자율을 선호했고, 실질잔고효과를 케인즈경제학과 고전경제학 모형을 융합하는 장치로 보았다.
케인즈는 총수요의 하락은 실업률의 증가와 물가의 하락(일반적인 디플레이션)을 가져올 수 있다고 말했다. 케인즈 경제학의 IS-LM 이론의 틀에서 총수요 감소 충격은 실질 임금의 상승에 따라 LM곡선을 우측으로 이동시킬 수 있다. 피구 효과는 실질잔고의 확장을 통해 IS곡선을 우측으로 이동시킴으로써 총수요 충격을 상쇄시키는 작용을 한다.

### 왜 피구의 가설이 유동성 함정을 해소하는가
유동성 함정에 걸린 경제는 개인적 수입과 통화수요 간의 연관이 부족하여 산출을 증가시키기 위한 통화정책을 수행할 수 없다. 존 힉스는 이것이 항구적인 높은 실업율의 한 이유일 수 있다고 생각했다. 그러나 피구 효과는 경제가 유동성 함정을 벗어나도록 하는 장치로 작용한다. 이를 설명하면,
1. 높은 실업율은 저물가를 부르고,
2. 저물가는 실질잔고를 증가시키고,
3. 이는 소비를 촉진시켜 총수요를 증가시키고,
4. 총수요가 늘어나면 IS-LM 평면에서 유동성 함정의 낮은 이자율 한계 위에서 LM곡선을 가로지르는 새 IS곡선을 형성한다.
5. 최종적으로, 경제는 완전고용의 새 균형점을 향해 이동하게 된다.
따라서, 피구는 완전고용 이하의 고용수준에서 균형이 형성되는 것은 임금과 물가가 경직적일 때만 가능하다고 결론내렸다.

### 통화주의학파와의 관계
피구는 통화와 실물자산의 직접적 대치관계를 상정하였다. 즉 중앙은행의 통화공급이 직접 실질화폐잔고를 증가시킨다는 것인데, 이는 통화주의학파가 주장하는 금융정책이 실물경제에 전달되는 경로와 같다고 볼 수 있다.

## 비판

### 칼레키의 비판
칼레키는 이듬해 같은 잡지에 게재한 기사를 통해 피구 효과에 필요한 조정이 부채의 실질가치를 잘 증가시키지 못하며, 광범위한 파산과 신용위기를 야기한다고 비판하였다.

### 피구 효과가 나타나지 않은 일본
만약에 피구 효과가 항상 강하게 작용한다면, 일본은행의 제로금리 정책은 일본의 잃어버린 10년을 곧 끝나게 할 것으로 생각될 것이다. 일본에서 나타난 피구효과에 반대되는 명백한 증거는 아마도 그 오랜 기간동안 디플레이션이 진행됐음에도 소비자 지출이 정체됐다는 사실이다. 디플레이션이 진행되는 시기인 90년대 이후 일본의 가계지출이 1%대의 저성장에 머무르고 있는 것을 일본 내각부 자료에서 확인할 수 있다.
피구는 가격 하락이 소비자가 부유해진 것처럼 느끼게 만들어 소비를 늘린다고 가정했지만, 일본의 소비자들은 가격이 더 떨어질 것으로 예상하여 구매를 미루고자 하는 경향이 있는 것으로 조사되었다. 피구 효과와 반대되는 유사한 예로 오스본 효과라고도 불리는 현상이 있는데, 전 세계 소비자 가전시장에서 급락하는 가격 때문에 소비를 미루는 현상이 나타나고 있다.

## 같이 보기
- 케인즈 효과